# Сивоврат горски дърдавец
Сивовратият горски дърдавец (Aramides cajaneus) е вид птица от семейство Rallidae.

## Разпространение и местообитание
Разпространен е в Аржентина, Белиз, Боливия, Бразилия, Венецуела, Гватемала, Гвиана, Еквадор, Колумбия, Коста Рика, Мексико, Никарагуа, Панама, Парагвай, Перу, Салвадор, Суринам, Тринидад и Тобаго, Уругвай, Френска Гвиана и Хондурас.